# Salomé (artiste)
Pour les articles homonymes, voir Salomé.
Salomé, né le 24 août 1954 à Karlsruhe (Allemagne), est un artiste allemand, également reconnu comme sculpteur et chanteur punk.
Ses peintures sont exposées dans des musées et des collections renommées du monde entier. Salomé est connu pour être l'un des membres du groupe artistique Junge Wilde ou Neue Wilde.

## Biographie
Wolfgang Ludwig Cihlarz grandi à Karlsruhe et termine son apprentissage de dessinateur.
En 1973, il s'installe à Berlin-Ouest où il travaille comme dessinateur, notamment auprès des forces américaines à Tempelhof et chez DeTeWe (de). Après avoir passé l'examen d'entrée, il étudie à l'Université des arts (UdK) : il suit les cours de peinture entre 1974 et 1980 chez Ulrich Knispel (de), puis, pour sa maîtrise (de), chez Karl Horst Hödicke. En plus de ses études, il travaille comme serveur dans les clubs "Matalla" et "Dschungel (de)" et dans le café "Anderes Ufer". Il avait rencontré  son propriétaire, Gerhard Hoffmann, en 1973 dans le cadre de l'Homosexuellen Aktion Westberlin et c'est Hoffmann qui lui invente le pseudonyme « Salomé » en 1973. Au "Anderes Ufer", Salomé rencontre entre autres David Bowie qui vivait à Berlin à l'époque. À cette époque, Salomé était en couple avec Rainer Fetting.
En 1977, Salomé fonde la « Galerie am Moritzplatz (de) » avec notamment les artistes Helmut Middendorf, Bernd Zimmer, Rainer Fetting, Anne Jud, Berthold Schepers, Rolf von Bergmann. Par après d'autres personnalités les ont rejoints comme Hella Santarossa et Luciano Castelli. Avec Castelli, il fonde en 1980 le groupe de punk Geile Tiere (new wave), issu du club de danse "Dschungel", où il se produit dans les années 1980. Dans des performances inhabituelles, il se met en scène dans des films et des pièces radiophoniques.
En 1980, Salomé est invité à l'exposition Heftige Malerei (Peinture féroce) à la Haus am Waldsee à Berlin. La même année suit l'exposition « Les Nouveaux Fauves – Die Neuen Wilden » à Aix-la-Chapelle. Également en 1980, il joue dans la pièce de théâtre dramatique Emilia Galotti de Gotthold Ephraim Lessing au Freie Volksbühne Berlin (de) et déchire, selon la déclaration du metteur en scène, des tableaux peints par lui-même. En 1981, il est présenté à l'exposition "Rundschau Deutschland" aux côtés de peintres tels que Rainer Fetting, Helmut Middendorf, Bernd Zimmer, Elvira Bach, Luciano Castelli et Jiří Georg Dokoupil. Salomé est désormais connu en tant que représentant du Neuen Wilden (Nouveaux Fauves) et des Jungen Wilden (Jeunes Fauves).
Sur l'invitation de Rudi Fuchs, il participe en 1982 à la foire de l'art documenta 7 à Cassel, qui lui a permis de percer sur la scène internationale.
Depuis, Salomé partage sa vie entre New York et Berlin. Il dépeint de nombreuses personnalités telles que la princesse Gloria von Thurn und Taxis et il est également portraituré par des photographes célèbres tels que Helmut Newton. Après un long séjour en Amérique, il rentre à Berlin en 1999 réactive son studio dans les salles de l'ancienne « Galerie am Moritzplatz (de) ». Grâce à la coopération avec des manufactures de porcelaine renommées, comme Rosenthal, il crée des sculptures peintes et des décors de table.
Aujourd'hui, les peintures de Salomé sont exposées dans des musées et des collections privées du monde entier. Parmi les cycles les plus célèbres figurent les nageurs colorés et les nénuphars. En outre, il existe des séries avec des portraits de célébrités neutres ainsi que des sujets explicitement homosexuels. Il publie ses propres CD de musique punk et apparaît parfois comme chanteur. Il participe régulièrement à des projets caritatifs.
Salomé vit et travaille à Berlin.